# Libertarijanska stranka (SAD)
Libertarijanska stranka je treća po veličini američka politička stranka koja kroz svoje političko djelovanje zagovara osobne slobode, neintervencionizam, laissez faire kapitalizam te smanjenje veličine državnog aprarata, odnosno smanjenje opsega propisa i državnih regulacija. Osnovana je 11. prosinca 1971. godine u gradu Colorado Springs koji se nalazi u američkoj državi Colorado. Gary Johnson, stranački kandidat za američke predsjedničke izbore 2012. i 2016. godine stranku opisuje kao kulturno liberalniju od Demokratske stranke, odnosno fiskalno konzervativniju nego Republikanska stranka.
Stranka se zalaže za smanjenje oporezivanja, ukidanje američke porezne administracije, smanjenje državnog duga, omogućavanje dobrovoljnog napuštanja socijalnog osiguranja za sve građane te ukidanje državne socijalne pomoći koja bi se u potpunosti zamijenila privatnim karitativnim fondovima, odnosno donacijama.
Stranka se također zalaže za ukidanje zabrane konzumacije ilegalnih droga, reformu kaznenog zakonodavstva, potporu istospolnim brakovima, ukidanje smrtne kazne, potporu i zaštitu prava na posjedovanje oružja, smanjenje starosnog uvjeta za konzumaciju alkohola sa sadašnjih 21 na 18 godina života i dr.